# Jupiler Pro League
Nezaměňovat s nizozemskou 2. fotbalovou ligou Eerste Divisie, která má podobný oficiální název Jupiler League.
Jupiler Pro League je nejvyšší belgickou fotbalovou ligovou soutěží, která se hraje od roku 1895. Nese název podle piva Jupiler.

## Nejvíce sezon v lize
Jedná se o kompletní seznam klubů, které se zúčastnilo 120 sezon od sezóny 1895/96 až do sezóny 2024/25 (tučně označené).
- 106 sezon: Standard Lutych
- 104 sezon: Royal Antverpy
- 103 sezon: Club Bruggy
- 94 sezon: Anderlecht
- 86 sezon: Cercle Bruggy, Gent
- 82 sezon: Beerschot
- 75 sezon: Lierse
- 74 sezon: KV Mechelen
- 67 sezon: RFC Lutych
- 62 sezon: Union Saint-Gilloise
- 59 sezon: Charleroi
- 48 sezon: Daring Brusel, Sint-Truiden
- 43 sezon: RWD Molenbeek, Genk
- 42 sezon: Lokeren
- 41 sezon: Berchem
- 40 sezon: RRC Brusel
- 39 sezon: Kortrijk
- 37 sezon: Beveren
- 32 sezon: Racing Mechelen
- 28 sezon: Waregen
- 25 sezon: Beringen
- 24 sezon: Olympic Charleroi
- 21 sezon: Tilleur, KVC Westerlo
- 20 sezon: Gent-Zeehaven, Verviétois
- 18 sezon: Uccle, Zulte Waregem
- 16 sezon: Eendracht Aalst
- 15 sezon: Thor Waterschei
- 14 sezon: Mouscron, Oostende
- 12 sezon: Lyra
- 10 sezon: KFC Lommel
- 9 sezon: A & RC Brusel, Boom, Diest, La Louvière, Mons, Waasland-Beveren, OH Lovanio
- 8 sezon: RFC Seraing
- 7 sezon: Mouscron
- 6 sezon: KRC Harelbeke
- 5 sezony: Excelsior Bruxelles, La Forestoise, Roeselare
- 4 sezony: RWDM Brussels FC, Elewijt, Oostende KM, Royal Uccle Sport
- 3 sezony: Dender, Racing Jet Brusel, Sint-Niklase, Skill, Turnhout
- 2 sezona: K. Beerschot VA, Belgica Edegem Sport, Seraing, Sporting Brusel, Tongeren, Tubantia Borgerhout
- 1 sezona: AS Oostende, Beringen-Heusden-Zolder, Geel, Hasselt, Ixelles, KRC Gent, Leuven, Montegnée, Olympia Brusel, Patro Eisden, RRC Tournai, Sport Pédestre de Gand, Tienen, Tournai, Tubize

## Mistři
- 1895/96:  RFC Lutych (1. titul)
- 1896/97:  RRC Brusel (1)
- 1897/98:  RFC Lutych (2)
- 1898/99:  RFC Lutych (3)
- 1899/00:  RRC Brusel (2)
- 1900/01:  RRC Brusel (3)
- 1901/02:  RRC Brusel (4)
- 1902/03:  RRC Brusel (5)
- 1903/04:  Royale Union Saint-Gilloise (1)
- 1904/05:  Royale Union Saint-Gilloise (2)
- 1905/06:  Royale Union Saint-Gilloise (3)
- 1906/07:  Royale Union Saint-Gilloise (4)
- 1907/08:  RRC Brusel (6)
- 1908/09:  Royale Union Saint-Gilloise (5)
- 1909/10:  Royale Union Saint-Gilloise (6)
- 1910/11:  Cercle Bruggy (1)
- 1911/12:  Daring Brusel (1)
- 1912/13:  Royale Union Saint-Gilloise (7)
- 1913/14:  Daring Brusel (2)
- 1914–1918: se nehrálo
- 1919/20:  Club Bruggy (1)
- 1920/21:  Daring Brusel (3)
- 1921/22:  Beerschot VAC (1)
- 1922/23:  Royale Union Saint-Gilloise (8)
- 1923/24:  Beerschot VAC (2)
- 1924/25:  Beerschot VAC (3)
- 1925/26:  Beerschot VAC (4)
- 1926/27:  Cercle Bruggy (2)
- 1927/28:  Beerschot VAC (5)
- 1928/29:  Royal Antverpy (1)
- 1929/30:  Cercle Bruggy (3)
- 1930/31:  Royal Antverpy (2)
- 1931/32:  Lierse SK (1)
- 1932/33:  Royale Union Saint-Gilloise (9)
- 1933/34:  Royale Union Saint-Gilloise (10)
- 1934/35:  Royale Union Saint-Gilloise (11)
- 1935/36:  Daring Brusel (4)
- 1936/37:  Daring Brusel (5)
- 1937/38:  Beerschot VAC (6)
- 1938/39:  Beerschot VAC (7)
- 1939–1941: se nehrálo
- 1941/42:  Lierse SK (2)
- 1942/43:  KV Mechelen (1)
- 1943/44:  Royal Antverpy (3)
- 1944/45: se nehrálo
- 1945/46:  KV Mechelen (2)
- 1946/47:  RSC Anderlecht (1)
- 1947/48:  KV Mechelen (3)
- 1948/49:  RSC Anderlecht (2)
- 1949/50:  RSC Anderlecht (3)
- 1950/51:  RSC Anderlecht (4)
- 1951/52:  RFC Lutych (4)
- 1952/53:  RFC Lutych (5)
- 1953/54:  RSC Anderlecht (5)
- 1954/55:  RSC Anderlecht (6)
- 1955/56:  RSC Anderlecht (7)
- 1956/57:  Royal Antverpy (4)
- 1957/58:  Standard Lutych (1)
- 1958/59:  RSC Anderlecht (8)
- 1959/60:  Lierse SK (3)
- 1960/61:  Standard Lutych (2)
- 1961/62:  RSC Anderlecht (9)
- 1962/63:  Standard Lutych (3)
- 1963/64:  RSC Anderlecht (10)
- 1964/65:  RSC Anderlecht (11)
- 1965/66:  RSC Anderlecht (12)
- 1966/67:  RSC Anderlecht (13)
- 1967/68:  RSC Anderlecht (14)
- 1968/69:  Standard Lutych (4)
- 1969/70:  Standard Lutych (5)
- 1970/71:  Standard Lutych (6)
- 1971/72:  RSC Anderlecht (15)
- 1972/73:  Club Bruggy (2)
- 1973/74:  RSC Anderlecht (16)
- 1974/75:  RWD Molenbeek (1)
- 1975/76:  Club Bruggy (3)
- 1976/77:  Club Bruggy (4)
- 1977/78:  Club Bruggy (5)
- 1978/79:  KSK Beveren (1)
- 1979/80:  Club Bruggy (6)
- 1980/81:  RSC Anderlecht (17)
- 1981/82:  Standard Lutych (7)
- 1982/83:  Standard Lutych (8)
- 1983/84:  KSK Beveren (2)
- 1984/85:  RSC Anderlecht (18)
- 1985/86:  RSC Anderlecht (19)
- 1986/87:  RSC Anderlecht (20)
- 1987/88:  Club Bruggy (7)
- 1988/89:  KV Mechelen (4)
- 1989/90:  Club Bruggy (8)
- 1990/91:  RSC Anderlecht (21)
- 1991/92:  Club Bruggy (9)
- 1992/93:  RSC Anderlecht (22)
- 1993/94:  RSC Anderlecht (23)
- 1994/95:  RSC Anderlecht (24)
- 1995/96:  Club Bruggy (10)
- 1996/97:  Lierse SK (4)
- 1997/98:  Club Bruggy (11)
- 1998/99:  KRC Genk (1)
- 1999/00:  RSC Anderlecht (25)
- 2000/01:  RSC Anderlecht (26)
- 2001/02:  KRC Genk (2)
- 2002/03:  Club Bruggy (12)
- 2003/04:  RSC Anderlecht (27)
- 2004/05:  Club Bruggy (13)
- 2005/06:  RSC Anderlecht (28)
- 2006/07:  RSC Anderlecht (29)
- 2007/08:  Standard Lutych (9)
- 2008/09:  Standard Lutych (10)
- 2009/10:  RSC Anderlecht (30)
- 2010/11:  KRC Genk (3)
- 2011/12:  RSC Anderlecht (31)
- 2012/13:  RSC Anderlecht (32)
- 2013/14:  RSC Anderlecht (33)
- 2014/15:  KAA Gent (1)
- 2015/16:  Club Bruggy (14)
- 2016/17:  RSC Anderlecht (34)
- 2017/18:  Club Bruggy (15)
- 2018/19:  KRC Genk (4)
- 2019/20:  Club Bruggy (16)
- 2020/21:  Club Bruggy (17)
- 2021/22:  Club Bruggy (18)
- 2022/23:  Royal Antverpy (5)
- 2023/24:  Club Bruggy (19)
- 2024/25:  Royale Union Saint-Gilloise (12)

## Nejlepší kluby v historii - podle počtu titulů
| Vítězové nejvyšší ligové soutěže |        | |
| Klub                             | Tituly | Vítězné ročníky |
| RSC Anderlecht                   | 34     | 1947, 1949, 1950, 1951, 1954, 1955, 1956, 1959, 1962, 1964, 1965, 1966, 1967, 1968, 1972, 1974, 1981, 1985, 1986, 1987, 1991, 1993, 1994, 1995, 2000, 2001, 2004, 2006, 2007, 2010, 2012, 2013, 2014, 2017 |
| Club Brugge KV                   | 19     | 1920, 1973, 1976, 1977, 1978, 1980, 1988, 1990, 1992, 1996, 1998, 2003, 2005, 2016, 2018, 2020, 2021, 2022, 2024                                                                                           |
| Royale Union Saint-Gilloise      | 12     | 1903/04, 1904/05, 1905/06, 1906/07, 1908/09, 1909/10, 1913, 1923, 1933, 1934, 1935, 2025 |
| Standard Lutych                  | 10     | 1958, 1961, 1963, 1969, 1970, 1971, 1982, 1983, 2008, 2009 |
| Beerschot VAC                    | 7      | 1922, 1924, 1925, 1926, 1928, 1938, 1939 |
| KFC Rhodienne-De Hoek            | 6      | 1896/97, 1899/90, 1900/01, 1901/02, 1902/03, 1907/08 |
| Daring de Bruxelles              | 5      | 1912, 1914, 1921, 1936, 1937 |
| RFC de Liège                     | 5      | 1895/96, 1897/98, 1898/99, 1952, 1953 |
| Royal Antwerp FC                 | 5      | 1929, 1931, 1944, 1957, 2023 |
| KV Mechelen                      | 4      | 1943, 1946, 1948, 1989 |
| Lierse SK                        | 4      | 1932, 1942, 1960, 1997 |
| KRC Genk                         | 4      | 1999, 2002, 2011, 2019 |
| Cercle Brugge KSV                | 3      | 1911, 1927, 1930 |
| KSK Beveren                      | 2      | 1979, 1984 |
| RWD Molenbeek                    | 1      | 1975 |
| KAA Gent                         | 1      | 2015 |

## Nejlepší střelci všech dob
| Góly | Zápasy | Země   | Jméno             | Klub (roky)                                                                                        |
| ---- | ------ | ------ | ----------------- | -------------------------------------------------------------------------------------------------- |
| 377  | 488    | Belgie | Albert De Cleyn   | KV Mechelen (1932–1955)                                                                            |
| 343  | 384    | Belgie | Jef Mermans       | RSC Anderlecht (1941–1957)                                                                         |
| 296  | 474    | Belgie | Bernard Voorhoof  | Lierse SK (1927–1948)                                                                              |
| 288  | 398    | Belgie | Arthur Ceuleers   | Beerschot VAC (1933–1944), KFC Rhodienne-De Hoek (1945–1951)                                       |
| 261  | 389    | Belgie | Henri Coppens     | Beerschot VAC (1947–1961), Olympic Charleroi (1961–1962)                                           |
| 255  | 428    | Belgie | Erwin Vandenbergh | Lierse SK (1976–1982), RSC Anderlecht (1982–1986), KAA Gent (1990–1994), RWD Molenbeek (1994–1995) |
| 241  | 299    | Belgie | Paul Deschamps    | RFC Lutych (1946–1956)                                                                             |
| 240  | 251    | Belgie | Jean Capelle      | Standard Lutych (1929–1944)                                                                        |
| 235  | 477    | Belgie | Paul Van Himst    | RSC Anderlecht (1959–1975)                                                                         |
| 229  | 518    | Belgie | Jan Ceulemans     | Lierse SK (1974–1978), Club Brugge KV (1978–1991)                                                  |
| 212  | 373    | Belgie | Raoul Lambert     | Club Brugge KV (1962–1980)                                                                         |
| 206  | 268    | Belgie | Raymond Braine    | Beerschot VAC (1922–1930, 1936–1943)                                                               |